# Ronde Molen (Gemonde)
De Ronde Molen was een ronde stenen molen in Gemonde in de Nederlandse provincie Noord-Brabant, die tegenwoordig nog bestaat als een opvallende witte molenromp en die zich ten zuiden van de kom van Gemonde bevindt aan de Sint-Lambertusweg 31.
De Ronde Molen was de opvolger van een naamloze standerdmolen die in 1888 in het Diepenbroek was gebouwd, maar die in 1907 afbrandde. Deze molen stond 900 meter ten zuidzuidwesten van de latere Ronde Molen.
De molen is met kop en wieken gebouwd in 1913. Waarschijnlijk zijn voor de molen onderdelen gebruikt die van een windmolen te Liempde afkomstig waren. De molenaar van de Kasterense Watermolen heeft deze molen in 1913 gekocht, waarschijnlijk om een concurrent kwijt te raken.
De windmolen fungeerde als korenmolen, maar werd in 1925 al onttakeld. Er werd toen een dieselmotor geïnstalleerd.
Sinds halverwege de jaren zeventig, toen de concurrentie te groot werd, staan de stenen stil.
Tegenwoordig wordt de molen gebruikt als opslag en zijn er twee woningen tegenaan gebouwd.